# 858

## Úmrtí
- 13. února – Kenneth I., první král skotský (* 810)
- Ethelwulf
- Benedikt III.

## Hlavy státu
- Velkomoravská říše – Rostislav
- Papež – Benedikt III. – Mikuláš I. Veliký
- Anglie
  - Wessex – Ethelwulf – Ethelbald
  - Kent – Ethelwulf – Ethelbert
  - Mercie – Burgred
- Skotské království – Kenneth I. – Donald I.
- Východofranská říše – Ludvík II. Němec
- Západofranská říše – Karel II. Holý
- První bulharská říše – Boris I.
- Byzanc – Michael III.
- Svatá říše římská – Ludvík II. Němec